# 学校法人東京女学館
学校法人東京女学館（がっこうほうじんとうきようじょがっかん、英名：Tokyo Jogakkan Schools for Women）は、東京都渋谷区広尾に本部を置く学校法人。

## 概要
傘下に東京女学館中学校・高等学校、東京女学館小学校を運営している。東京女学館大学は2017年に廃止された。

## 沿革
- 1886年 - 伊藤博文を委員長とする女子教育奨励会創立委員会を結成。創立委員には渋沢栄一（実業家）、岩崎弥之助（実業家）、外山正一（東京帝国大学総長）、ジェムス・ディクソン（東京帝国大学英語教授）、アレキサンダー・ショー（聖公会司教）など、当時の政・財・官界の有力者によって構成。別称、第二華族女学校。
- 1887年 - 女子教育奨励会創立委員会は北白川宮能久親王を会長に戴き女子教育奨励会に発展。
- 1888年9月 - 女子教育奨励会は「諸外国の人々と対等に交際できる国際性を備えた、知性豊かな気品ある女性の育成」を目指して東京女学館を永田町御用邸雲州屋敷にて開校。
- 1890年 - 虎の門旧工部大学校生徒館に移転。
- 1900年 - 5年の普通科と2年の高等科を置く。
- 1923年 - 関東大震災後、渋谷羽沢の現在地へ移転する。
- 1929年 - 小学科を開設し、まもなく小学部と改称する。
- 1936年 - 普通科を中等科、小学部を初等科と改称する。
- 1947年 - 新学制制度実施に伴い、東京女学館中学校を開設する。初等科を小学部と改称する。
- 1948年 - 東京女学館高等学校を開設する。小学部を東京女学館小学校と改称する。
- 1951年 - 財団法人東京女学館を学校法人東京女学館に改組する。
- 1954年 - 専攻科を開設する。
- 1956年 - 東京女学館短期大学を設立する。
- 1957年 - 専攻科を廃止する。
- 1978年 - 短期大学を東京都町田市へ移転させる。
- 2001年 - 短期大学の募集を停止する。
- 2002年 - 東京都町田市に四年制大学東京女学館大学を開学する。
- 2003年 - 短期大学を廃止する。
- 2012年 - 経営難のため、東京女学館大学の翌春の新入生の募集を停止し、2016年3月で閉学することが判明する。
- 2016年 - 学生が留年し、2016年度も大学が存続。
- 2017年 - 大学廃止。

## 設置校
- 東京女学館中学校・高等学校
- 東京女学館小学校

## 廃止校
- 東京女学館短期大学（1956年開学、2003年閉学）
- 東京女学館大学（2002年開学、2017年閉学）

## 税制上の優遇措置

### 特定公益増進法人
- 本法人は、『私立学校法第3条に規定する学校法人で学校の設置若しくは学校及び専修学校若しくは各種学校の設置を主たる目的とするもの又は私立学校法第64条第4項の規定により設立された法人で専修学校若しくは各種学校の設置を主たる目的とするもの』として特定公益増進法人の交付を受けている法人である。そのため、寄附金の額に応じて個人・法人の所得から控除（個人は確定申告、法人は当該事業年度の損金算入による手続き）される税法上の優遇措置を受けられる。[1]

### 受配者指定寄附金
- 企業等の法人が日本私立学校振興・共済事業団を通じて指定する学校法人へ行う寄附制度。本制度を利用することで、寄附金を支出した事業年度に当該寄付金額を損金に算入することがでる税法上の優遇措置[2]を受けられる。

### 寄附講座寄附金
- 企業等の法人が寄附講座寄附金（提携/連携講座寄附金など）を開設した場合、法人税法により、寄付金を支出した事業年度に当該寄附金額を損金に算入し、税法上の優遇措置を受けられる。
- 個人が寄附講座寄附金（提携/連携講座寄附金など）を開設した場合、所得税法、住民税（地方税法）により、総所得金額から寄附金の額を控除することができ、税法上の優遇措置を受けられる。

### 現物寄附
- 租税特別措置法により、土地、建物、株などの有価証券等の現物寄附の「みなし譲渡所得（値上がり益等）」は非課税として控除される。[3][4]

### 遺贈
- 租税特別措置法により、遺贈（遺言信託）を行った場合、相続税が非課税として控除される。[3][4]